# Carolina Panthers 2022
La stagione 2022 dei Carolina Panthers è stata la 28ª della franchigia nella National Football League, la terza ed ultima con Matt Rhule come capo-allenatore.
Prima dell'inizio della stagione Carolina ottenne in uno scambio l'ex prima scelta assoluta, il quarterback Baker Mayfield dai Cleveland Browns.. L'esperimento ebbe tuttavia vita breve e il giocatore fu scambiato con i Los Angeles Rams nel prosieguo della stagione. Il 10 ottobre 2022, dopo la sconfitta della settimana 5 che portò la squadra sul record di 1–4, i Panthers licenziarono Matt Rhule sostituendolo col coordinatore della difesa Steve Wilks che assunse il ruolo di capo allenatore ad interim per il resto della stagione. Sotto la sua direzione la squadra ebbe un record parziale di 6-6.
I Panthers chiusero la stagione con un bilancio di 7 vittorie e 10 sconfitte non qualificandosi ai play-off per il quinto anno consecutivo.

## Scelte nel Draft 2022
| Scelte dei Panthers nel Draft 2022 |        |               |       |               |
| Giro                               | Scelta | Giocatore     | Ruolo | College       |
| 1                                  | 6      | Ikem Ekwonu   | OT    | NC State      |
| 3                                  | 94     | Matt Corral   | QB    | Ole Miss      |
| 4                                  | 120    | Brandon Smith | LB    | Penn State    |
| 6                                  | 189    | Amaré Barno   | LB    | Virginia Tech |
| 6                                  | 199    | Cade Mays     | OG    | Tennessee     |
| 7                                  | 242    | Kalon Barnes  | CB    | Baylor        |

## Staff
| Staff dei Carolina Panthers nel 2022 |
| --- |
| Organi dirigenziali - Proprietario – David Tepper - Presidente – Kristi Coleman - General manager – Scott Fitterer - Assistente general manager – Dan Morgan - Vice presidente delle operazioni del football & consulente senior della proprietà – Steven Drummond - Vice presidente dell'amministrazione del football – Samir Suleiman - Vice presidente del personale dei giocatori – Pat Stewart - Dirigente del personale senior – Jeff Morrow - Direttore delle operazioni del football – Mike Anderson - Direttore degli osservatori del college – Cole Spencer - Assistente del dir. degli oss. dei professionisti – Rob Hanrahan - Director of football analytics – Taylor Rajack Capo allenatore - Matt Rhule Altri allenatori - Head athletic trainer – Kevin King - Preparatore atletico – Jeremy Scott - Assistente p.a. – Thomas Barbeau Allenatori dell'attacco - Coordinatore offensivo – Ben McAdoo - Quarterback – Sean Ryan - Assistente quarterback – Matt Lombardi - Assistente attacco senior/running back – Jeff Nixon - Wide receiver – Joe Dailey - Tight end – Kevin M. Gilbride - Offensive line – James Campen - Assistente offensive line – Robert Kugler Allenatori della difesa - Coordinatore difensivo – Phil Snow - Gioco sulle corse – Al Holcomb - Defensive line – Paul Pasqualoni - Assistente difesa senior/linebacker – Mike Siravo - Gioco sui passaggi/secondary – Steve Wilks - Cornerback – Evan Cooper - Specialista pass rush – Don Johnson Allenatori dello special team - Coordinatore dello Special Team – Chris Tabor - Assistente special team – Ed Foley |

## Roster
| Roster dei Carolina Panthers nel 2022 |
| --- |
| Quarterback - 6 Baker Mayfield - 11 P.J. Walker Running Back - 33 D'Onta Foreman - 30 Chuba Hubbard - 22 Christian McCaffrey Wide Receiver - 3 Robbie Anderson - 17 Rashard Higgins - 88 Terrace Marshall Jr. - 2 D.J. Moore - 15 Laviska Shenault - 12 Shi Smith Tight End - 45 Giovanni Ricci - 84 Stephen Sullivan - 80 Ian Thomas - 82 Tommy Tremble Offensive Linemen - 56 Bradley Bozeman C - 70 Brady Christensen T - 63 Austin Corbett G - 79 Ikem Ekwonu T - 60 Pat Elflein G - 75 Cameron Erving T - 73 Michael Jordan G - 64 Cade Mays G - 72 Taylor Moton T Defensive Linemen - 94 Henry Anderson DE - 90 Amaré Barno DE - 95 Derrick Brown DT - 53 Brian Burns DE - 97 Yetur Gross-Matos DE - 98 Marquis Haynes DE - 71 Phil Hoskins DT - 99 Matt Ioannidis DT - 78 Marquan McCall DT - 93 Bravvion Roy DT Linebacker - 55 Cory Littleton MLB - 49 Frankie Luvu OLB - 40 Brandon Smith OLB - 7 Shaq Thompson OLB - 57 Damien Wilson MLB Defensive Back - 34 Sean Chandler SS - 21 Jeremy Chinn FS - 42 Sam Franklin SS - 38 Myles Hartsfield FS - 24 C.J. Henderson CB - 8 Jaycee Horn CB - 26 Donte Jackson CB - 28 Keith Taylor CB - 23 Stantley Thomas-Oliver CB - 25 Xavier Woods FS Special Team - 10 Johnny Hekker P - 44 J.J. Jansen LS - 4 Eddy Piñeiro K Lista delle riserve - 9 Matt Corral QB (IR) - 14 Sam Darnold QB (IR) - 5 Zane Gonzalez K (IR) - 18 Andre Roberts WR (IR) - 50 Julian Stanford OLB (IR) Squadra di allenamento - 87 Josh Babicz TE - 27 Marquise Blair SS - 77 Deonte Brown G - 31 Juston Burris SS - 16 Jacob Eason QB - 36 Madre Harper CB - 32 Tae Hayes CB - 96 Austin Larkin DE - 37 John Lovett FB - 46 Arron Mosby OLB - 54 Daviyon Nixon DT - 81 C.J. Saunders WR - 68 Sam Tecklenburg C - 86 Colin Thompson TE - 85 Preston Williams WR - 83 Derek Wright WR 52 attivi, 5 inattivi, 16 nella squadra di allenamento |
| Legenda - I rookie sono in corsivo. - Il primo ruolo è il principale mentre gli eventuali successivi indicano i ruoli secondari. - (IR) sta per Injured Reserve ed indica la lista ristretta per un solo giocatore infortunato che può tornare ad allenarsi dopo la settimana 6 e a rientrare in prima squadra dopo che questa ha giocato 8 partite. - (NF-Inj.) / (NF-Ill.) stanno rispettivamente per Non-Football Injured e Non-Football Illness ed indicano le liste dove viene inserito un giocatore che ha un infortunio o una malattia non dipendente dal football americano. - (PUP) sta per Physically Unable to Perform ed indica la lista dove viene inserito un giocatore mentre è in attesa di recuperare la condizione fisica. Nella stagione regolare dopo la sesta partita giocata dalla propria squadra, il giocatore ha tempo tre settimane per riprendere ad allenarsi, più tre settimane aggiuntive dal suo rientro agli allenamenti per rientrare in prima squadra. |

## Precampionato
Il 12 maggio 2022 sono state annunciate le partite dei Panthers nel precampionato.
| Precampionato |                |                         |           |        |                         |         |
| Settimana     | Data           | Avversario              | Risultato | Record | Stadio                  | Sintesi |
| 1             | 13 agosto 2022 | @ Washington Commanders | V 23-21   | 1-0    | FedEx Field             | Sintesi |
| 2             | 19 agosto 2022 | @ New England Patriots  | S 10-20   | 1-1    | Gillette Stadium        | Sintesi |
| 3             | 26 agosto 2022 | Buffalo Bills           | V 21-0    | 2-1    | Bank of America Stadium | Sintesi |

## Stagione regolare

### Calendario
Il calendario della stagione regolare è stato annunciato il 12 maggio 2022. Il gruppo degli avversari, stabiliti sulla base delle rotazioni previste dalla NFL per gli accoppiamenti tra le division nonché dai piazzamenti ottenuti nella stagione precedente, fu giudicato come il 12º più duro da affrontare tra tutti quelli della stagione 2022.
| Stagione regolare |                   |                        |               |        |                         |         |
| Settimana         | Data              | Avversario             | Risultato     | Record | Stadio                  | Sintesi |
| 1                 | 11 settembre 2022 | Cleveland Browns       | S 24-26       | 0-1    | Bank of America Stadium | Sintesi |
| 2                 | 18 settembre 2022 | @ New York Giants      | S 16-19       | 0-2    | MetLife Stadium         | Sintesi |
| 3                 | 25 settembre 2022 | New Orleans Saints     | V 22-14       | 1-2    | Bank of America Stadium | Sintesi |
| 4                 | 2 ottobre 2022    | Arizona Cardinals      | S 16-26       | 1-3    | Bank of America Stadium | Sintesi |
| 5                 | 9 ottobre 2022    | San Francisco 49ers    | S 15-37       | 1-4    | Bank of America Stadium | Sintesi |
| 6                 | 16 ottobre 2022   | @ Los Angeles Rams     | S 10-24       | 1-5    | SoFi Stadium            | Sintesi |
| 7                 | 23 ottobre 2022   | Tampa Bay Buccaneers   | V 21-3        | 2-5    | Bank of America Stadium | Sintesi |
| 8                 | 30 ottobre 2022   | @ Atlanta Falcons      | S 34-37 (DTS) | 2-6    | Mercedes-Benz Stadium   | Sintesi |
| 9                 | 6 novembre 2022   | @ Cincinnati Bengals   | S 21-42       | 2-7    | Paycor Stadium          | Sintesi |
| 10                | 10 novembre 2022  | Atlanta Falcons (T)    | V 25-15       | 3-7    | Bank of America Stadium | Sintesi |
| 11                | 20 novembre 2022  | @ Baltimore Ravens     | S 3-13        | 3-8    | M&T Bank Stadium        | Sintesi |
| 12                | 27 novembre 2022  | Denver Broncos         | V 23-10       | 4-8    | Bank of America Stadium | Sintesi |
| 13                | Riposo            | Riposo                 | Riposo        | Riposo | Riposo                  | Riposo  |
| 14                | 11 dicembre 2022  | @ Seattle Seahawks     | V 30-24       | 5-8    | Lumen Field             | Sintesi |
| 15                | 18 dicembre 2022  | Pittsburgh Steelers    | S 16-24       | 5-9    | Bank of America Stadium | Sintesi |
| 16                | 24 dicembre 2022  | Detroit Lions          | V 37-23       | 6-9    | Bank of America Stadium | Sintesi |
| 17                | 1º gennaio 2023   | @ Tampa Bay Buccaneers | S 24-30       | 6-10   | Raymond James Stadium   | Sintesi |
| 18                | 8 gennaio 2023    | @ New Orleans Saints   | V 10-7        | 7-10   | Caesars Superdome       | Sintesi |

Note:
- Gli avversari della propria division sono in grassetto.
- Il simbolo "@" indica una partita giocata in trasferta.
- (M) indica il Monday Night Football, (T) il Thursday Night Football' e (S) il Sunday Night Football.

## Premi

### Premi settimanali e mensili
- Brian Burns:

difensore della NFC della settimana 12
- Eddy Piñeiro:

giocatore degli special team della NFC della settimana 14
- D'Onta Foreman:

giocatore offensivo della NFC della settimana 16